# Ronny Jordan
Ronny Jordan, artiestennaam van Robert Laurence Albert Simpson (Londen, 29 november 1962 – 13 januari 2014), was een Britse jazzzanger, -gitarist en songwriter en onderdeel van de acidjazzbeweging aan het einde van de twintigste eeuw. Jordan omschreef zijn muziek als urban jazz, een mix van jazz, hiphop en r&b.

## Biografie
Simpson kwam op de voorgrond nadat hij Jazzmatazz, Vol. 1 van rapper Guru had uitgebracht in 1993. Hij was ook een van de artiesten, wiens opnamen te horen waren op Stolen Moments: Red Hot + Cool, een verzamelalbum dat in 1994 werd uitgebracht ten voordele van de Red Hot Organization. Na The Antidote uit 1992 waren opnamen van Jordan in de Billboard-hitlijsten verschenen, vooral zijn acid-jazz Miles Davis-cover van So What, die een wereldwijde hit werd. Hij ontving ook de MOBO «Best Jazz Act Award» en de «Gibson Guitar Best Jazz Guitarist Award». Zijn publicatie A Brighter Day uit 2000 werd genomineerd voor de Grammy Award voor «Best Contemporary Jazz Album». Jordans nummer The Jackal (van zijn album The Quiet Revolution uit 1993) kreeg bekendheid, toen actrice Allison Janney in de rol van C.J. Cregg lip-synchroniseerde in de aflevering Six Meetings Before Lunch van The West Wing. Ze deed dat ook in de televisieshow van Arsenio Hall in september 2013.

## Discografie

### Singles
- 1992:	So What!/Cool & Funky
- 1992: Get To Grips/Flat Out
- 1992: After Hours
- 1993:	Under Your Spell/In Full Swing
- 1994:	Tinsel Town/My Favourite Things, Midnight Lady
- 1994: Come With Me/S**T Goes Down
- 1996:	The Law EP
- 1996: It's You
- 2000:	A Brighter Day
- 2001:	London Lowdown

### Albums
- 1992: The Antidote (Island Records)
- 1993: The Quiet Revolution (Island Records)
- 1994: Bad Brothers (Island Records)
- 1996: Light to Dark (Island Records)
- 1999: A Brighter Day (Blue Note Records)
- 2001: Off the Record (Capitol Records)
- 2003: At Last (N-Coded Music)
- 2004: After 8 (N-Coded Music)
- 2009: The Rough and the Smooth

- Bibsys: 6031381
- Biblioteca Nacional de España: XX4936364
- Bibliothèque nationale de France: cb13966289z (data)
- Gemeinsame Normdatei: 13474814X
- International Standard Name Identifier: 0000 0001 1681 6205
- Library of Congress Control Number: no98028322
- MusicBrainz: 50b3ef68-29c1-42ec-92d5-90e0f40fdf7f
- Nationale Bibliotheek van Tsjechië: xx0082738
- Nederlandse Thesaurus van Auteursnamen: 102417946
- Virtual International Authority File: 85846558
- WorldCat: E39PBJpV3yvcQWTXq8YQtgTWDq